# شیانگان
شیانگان (به لاتین: Xiang'an District) یک سکونتگاه مسکونی در جمهوری خلق چین است که در شیامن واقع شده‌است.

## خصوصیات
شیانگان ۳۵۲ کیلومترمربع مساحت و ۲۵۰٬۰۰۰ نفر جمعیت دارد.